# Clawfinger
Clawfinger je rap metalová skupina ze Švédska, považovaná za průkopníka tohoto žánru. Skupina dosáhla mezinárodního a komerčního průlomu v roce 1993 vydáním svého debutového alba Deaf Dumb Blind. Hudební styl skupiny je popisován jako agresivní, melodický a „groovy“, s texty zabývajícími se politikou a společenskými problémy, jako je rasismus a válka. Clawfinger vydali sedm studiových alb a prodali více než 1,5 milionu alb po celém světě.

## Historie
Kořeny kapely sahají až k létu 1989, kdy se v nemocnici Rosegrove poblíž Stockholmu potkali Zak Tell a Jocke Skog, když spolu pracovali. V roce 1990 se k nim přidal norský kytarista Bård Torstensen a Erlend Ottem. Tato čtyřka si brzy uvědomila své společné zájmy v muzice. Bård a Erlend předtím již hráli v kapele, která se jmenovala Theo, v jejich rodném městě Arendal v Norsku. Investovali svůj volný čas do zkoumání světa hudby, skládali a psali songy, dokud se z nich nestala kapela.
Jejich původní demo obsahující tři skladby ("Waste of Time", "Nigger" a "Profit Preacher") rychle dobylo místní rádia a upozornilo na tuto nově vzniklou skupinu. Song "Nigger" byl obzvláště úspěšný, a to především kvůli antirasistickému postoji, který vyjadřoval. Na začátku devadesátých let, Clawfinger vydali své debutové album Deaf Dumb Blind. Toho se prodalo přes 600 000 kopií po celém světě a bylo vřele přijato kritiky ve Švédském tisku. Po připojení Andrého Skauga a bubeníka Mortena Skauga, se Clawfinger vydali na svou první tour a hráli na nespočetném množství Evropských festivalů. Také jako předkapela skupiny Anthrax a Alice in Chains.
Clafinger získali mnoho ocenění včetně dvou Grammy na domácím Švédském udělování cen Grammy ve roce 1994 za nejlepší hard rockovou kapelu a nejlepší hudební videoklip. Po turné se vrátili zpět do studia k nahrávání jejich druhého alba Use Your Brain. Po vydání svého druhého alba se opět vydali na turné, například na Monsters of Rock Festival v Brazílii.
Album Clawfinger pojmenované podle názvu kapely bylo vypuštěno v roce 1997.
První song alba se jmenuje "Two Sides", ve kterém se neobvykle objevuje i ženský vokál. Zbytek alba však pokračuje s typicky agresivním vokálem.
Clawfinger obsahuje 12 songů a navíc 3 bonusové tracky v limitované edici. Také uvolnili dvě videa k songům (Biggest & the Best and Two Sides).
Life Will Kill You bylo vydáno v roce 2007.
24. srpna 2013 skupina na své facebookové stránce oznámila rozpuštění kapely.
5. října 2013 vyšla další zpráva, že se Jocke Skog připojil ke švédské deathmetalové skupině Feared jako baskytarista.
V květnu 2014 bylo, opět na Facebooku, oznámeno jediné vystoupení skupiny na festivale ZAHID na Ukrajině 8. srpna 2014.
Na rok 2015 byla oznámena dvě vystoupení, jedno v Maďarsku a jednu ve Švédsku.
V roce 2016 odehrála kapela také dva koncerty – na dánském festivalu CopenHell a na bulharském Summer Chaos festivalu.
Během roku 2017 již kapela hraje častěji (dvakrát také v ČR – na brněnském Čarodějálesu a na festivalu Brutal Assault).
4. srpna 2017 Clawfinger vydali nový singl s názvem "Save Our Souls".

## Členové

### Současná sestava
- Zak Tell – zpěv (1989–dosud)
- Jocke Skog – klávesy, vokály (1989–dosud)
- Bård Torstensen – kytara (1989–dosud)
- André Skaug – baskytara (1992–dosud)
- Micke Dahlén – bicí (2008–dosud)

### Dřívější členové
- Henka Johansson – bicí (1997–2008)
- Erlend Ottem – kytara (1989–2003)
- Morten Skaug – bicí (1992–1994)
- Ottar Vigerstøl – bicí (1994–1997)

## Diskografie

### Studiová alba
- Deaf Dumb Blind – (21. dubna, 1993)
- Use Your Brain – (1995)
- Clawfinger – (29. září, 1997)
- A Whole Lot of Nothing – (23. července, 2001)
- Zeros & Heroes – (26. května, 2003)
- Hate Yourself with Style – (18. listopadu, 2005)
- Life Will Kill You – (27. července, 2007)

### Singly
z Deaf Dumb Blind
- "Rosegrove" (Scandinavia only) (1993?)
- "Nigger v1" (Scandinavia only) (1993?)
- "Nigger v2" (1993)
- "The Truth" (1993)
- "Warfair" (1993)
- "Warfair" Remixes (1993)

z Use Your Brain
- "Pin Me Down 1" (1995)
- "Pin Me Down 2" (1995)
- "Do What I Say" (1995)
- "Tomorrow" (1996)

z Clawfinger
- "Biggest & the Best" (1997)
- "Two Sides" (1997)
- "Don't Wake Me Up" (1998)
- "Two Sides" E.P. (1999)

z A Whole Lot of Nothing
- "Out to Get Me" (2001)
- "Out to Get Me" – Limited Edition 1 (2001)
- "Out to Get Me" – Limited Edition 2 (2001)
- "Nothing Going On" (2001)

z Zeros & Heroes
- "Recipe for Hate" (2003)
- Bitch (Promo-CDS) (2003)

z Hate Yourself With Style
- "Dirty Lies" (Promo-CDS) (Listopad 2005)
- "Without a Case" (Video single) (Prosinec 2005)

z Life Will Kill You
- "The Price We Pay" (Video single) (July 2007)
- "Prisoners" (Video single) (September 2007)

Samostatně
- "Tear You Down" (Říjen 2019)

### Videa
- Nigger v1 (1993?)
- Nigger v2 (1993)
- The Truth (1993)
- Warfair (1993)
- Pin Me Down (1995)
- Do What I Say (1995)
- Tomorrow (1996)
- Biggest & the Best (1997)
- Two Sides (1997)
- Out to Get Me (2001)
- Nothing Going On (2001)
- Recipe for Hate (2003)
- Recipe for Hate (2003)
- Grumpy Old Men On A Mission (2005)
- Dirty Lies (2005)
- Hate Yourself With Style (2005)
- Without a Case (2005)
- The Price We Pay (2007)
- Prisoners (2007)
- Tear You Down (2019)